# Concerto italiano (Bach)
Il Concerto italiano (in tedesco Concerto nach Italienischen Gusto, Concerto secondo il gusto italiano) BWV 971 è un concerto per clavicembalo solo in tre movimenti, composto da Johann Sebastian Bach nel 1735. L'opera appartiene a quelle pubblicate durante la vita del compositore tedesco ed è compresa nella seconda parte della Clavier-Übung, insieme con l'Ouverture francese.
I suoi tre movimenti sono i seguenti:
1. Senza indicazione di tempo, spesso indicato come Allegro;
2. Andante;
3. Presto.

Sebbene un concerto per definizione si basi sui diversi ruoli, spesso contrastanti, di diversi gruppi di strumenti nell'insieme, Bach ottiene un effetto similare creando un contrasto per mezzo dell'impiego dei manuali forte e piano del clavicembalo, sapientemente alternati durante tutto il brano.
Tra le opere di Bach per strumenti a tastiera, il Concerto italiano ha acquisito nel tempo una certa popolarità e ne sono state eseguite diverse incisioni sia al clavicembalo che al pianoforte. Il pianista canadese Glenn Gould, noto per le sue interpretazioni delle opere di Bach, pur avendo inciso anche questo pezzo, non nascondeva, tuttavia, che la composizione non fosse tra le sue preferite. Nonostante questo, la sua versione rimane una delle più popolari versioni pianistiche del Concerto.